# Glasul Minorităților
Glasul Minorităților – a Lugoson megjelenő Magyar Kisebbség román nyelvű testvérlapja. Első száma 1923 júniusában hagyta el a Husvéth és Hoffer Nyomdát, felelős igazgatója Jakabffy Elemér, felelős szerkesztője Sulyok István. A havonta megjelenő folyóirat az 1942-es május–júniusi összevont 5–6-os számmal szűnt meg. 

## Szerkesztője, munkatársak
1924 januárjától kezdve egyedül Jakabffy Elemér szerkesztette, 1926 januárjától pedig háromnyelvű lappá vált, a Glasul Minorităților a Die Stimme der Minderheiten és La voix des Minorités címet is viselte. A Glasul Minorităților a maga idejében az egyetlen olyan sajtóorgánum volt, amely az itt élő magyarságot s általában az Európában élő kisebbségeket foglalkoztató problémákat közvetlenül hozzáférhetővé tette a román közvélemény számára. Legnagyobbrészt a Magyar Kisebbség cikkeit, tanulmányait, híreit, dokumentumait közölte fordításban, így munkatársi gárdája is azonos volt a magyar nyelvű nemzetiségpolitikai szemléével. A legtöbbet közlő Jakabffy Eleméré mellett Balogh Artúr, Bitay Árpád, Gál Kelemen, Gyárfás Elemér, Kristóf György, Mikó Imre, Paál Árpád, Willer József nevével is találkozunk hasábjain.